# Bosznia-Hercegovina a 2018. évi téli olimpiai játékokon
Bosznia-Hercegovina a dél-koreai Phjongcshangban megrendezett 2018. évi téli olimpiai játékok egyik részt vevő nemzete volt. Az országot az olimpián 2 sportágban 4 sportoló képviselte, akik érmet nem szereztek.

## Alpesisí
Férfi
| Versenyző   | Versenyszám      | 1. futam      | 1. futam      | 2. futam      | 2. futam      | Összesítés | Összesítés |
| Versenyző   | Versenyszám      | Idő           | Hely.         | Idő           | Hely.         | Idő        | Helyezés   |
| ----------- | ---------------- | ------------- | ------------- | ------------- | ------------- | ---------- | ---------- |
| Emir Lokmić | Óriás-műlesiklás | 1:14,55       | 44.           | nem ért célba | nem ért célba | kiesett    | kiesett    |
| Emir Lokmić | Műlesiklás       | nem ért célba | nem ért célba | kiesett       | kiesett       | kiesett    | kiesett    |

Női
| Versenyző           | Versenyszám            | 1. futam      | 1. futam      | 2. futam | 2. futam | Összesítés | Összesítés |
| Versenyző           | Versenyszám            | Idő           | Hely.         | Idő      | Hely.    | Idő        | Helyezés   |
| ------------------- | ---------------------- | ------------- | ------------- | -------- | -------- | ---------- | ---------- |
| Elvedina Muzaferija | Lesiklás               |               |               |          |          | 1:46,80    | 31.        |
| Elvedina Muzaferija | Szuperóriás-műlesiklás |               |               |          |          | 1:27,97    | 42.        |
| Elvedina Muzaferija | Óriás-műlesiklás       | 1:19,33       | 49.           | 1:15,57  | 44.      | 2:34,90    | 44.        |
| Elvedina Muzaferija | Műlesiklás             | nem ért célba | nem ért célba | kiesett  | kiesett  | kiesett    | kiesett    |

## Sífutás
Távolsági
Férfi
| Versenyző         | Versenyszám | Idő     | Helyezés |
| ----------------- | ----------- | ------- | -------- |
| Mladen Plakalović | 15 km       | 38:27,7 | 72.      |

Női
| Versenyző     | Versenyszám | Idő     | Helyezés |
| ------------- | ----------- | ------- | -------- |
| Tanja Karišik | 10 km       | 29:24,3 | 65.      |